# Clinochironomus vulpinus
Clinochironomus vulpinus är en tvåvingeart som först beskrevs av Jean-Jacques Kieffer 1921.  Clinochironomus vulpinus ingår i släktet Clinochironomus och familjen fjädermyggor.
Artens utbredningsområde är Lettland. Inga underarter finns listade i Catalogue of Life.